# Besigheimer Skulpturenpfad

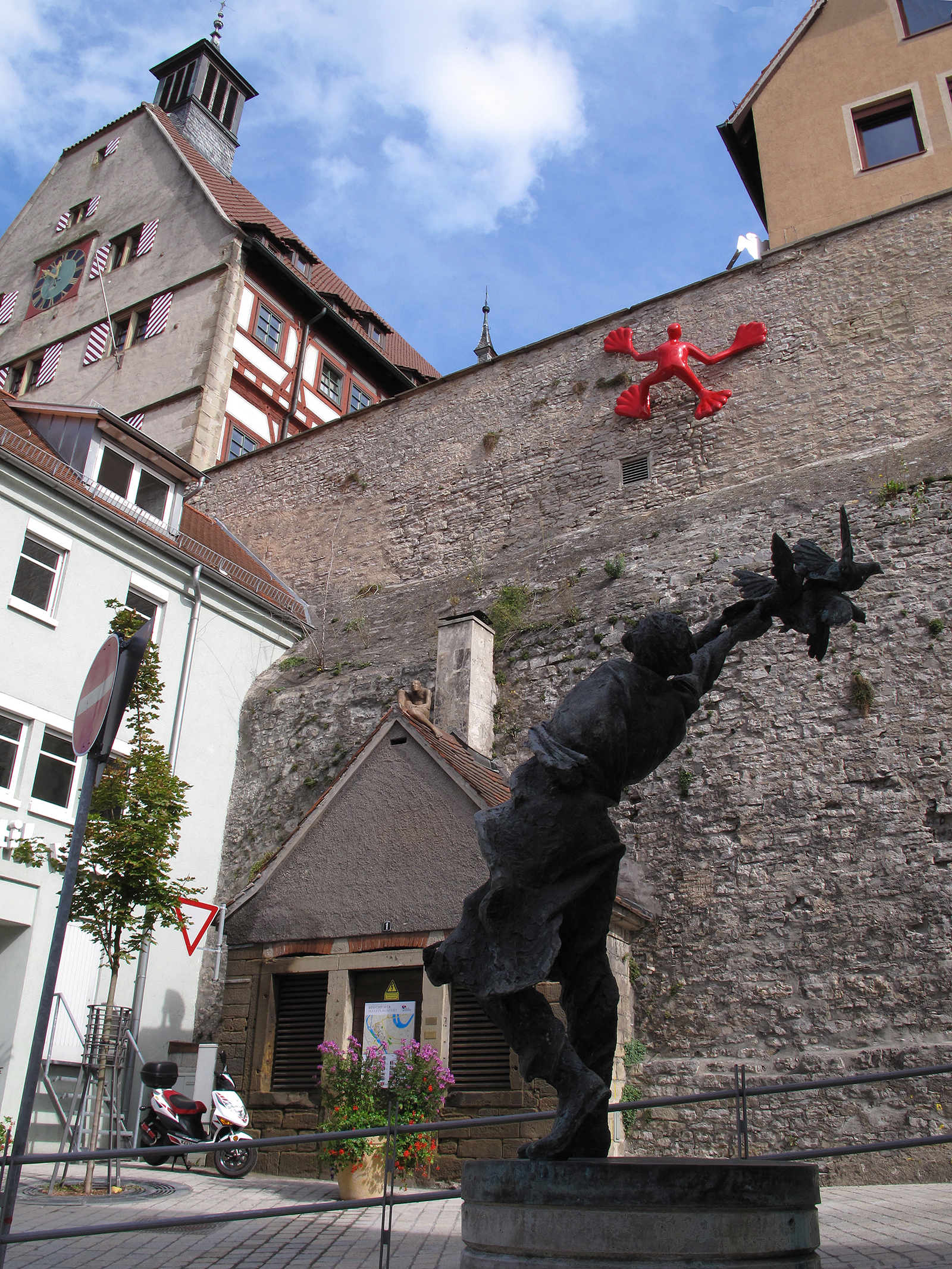
Werke vor und an der Stadtmauer

Der Besigheimer Skulpturenpfad ist ein Skulpturenweg in Besigheim in Baden-Württemberg.

## Entstehung
Um 1900 hatte Besigheim einen guten Ruf als „Maler-Stadt“ und als „Weinort“. An beides will der Skulpturenpfad erinnern, der 2003 zum 850-jährigen Bestehen Besigheims entstand. Vom Bahnhof an der Enz zieht er sich hangaufwärts durch den historischen Stadtkern bis zum Wasserkraftwerk am Neckar. Mit mehr als zwanzig Werken regionaler Künstler, die derzeit aufgestellt sind, setzt er örtlich angepasste Schwerpunkte und zeitgenössische Akzente zur Stadt als Lebensraum.

## Werke des Skulpturenpfads
1. Karl-Henning Seemann: Brunnen (2001–2004)
2. Uli Gsell: Katarakt (2003)
3. Ingrid W. Jäger: Großer Schritt (2002)
4. Ingrid W. Jäger: Vorsicht da liegt einer (1995)
5. Jörg Failmezger: Flügeltorso (1992), Begegnung (2002), Jakobskampf (2003)
6. Karl-Henning Seemann: Brieftaubenstarter (Zweitguss)
7. Anette Mürdter: Dachreiter (2003)
8. rosalie: Flossi (2008)
9. Gregor Oehmann: Dame mit rotem Schuh (2002)
10. Kurt Tassotti: Weinkönigin (1997)
11. Anette Mürdter: Kauernder (2001)
12. Otto Herbert Hajek: Multiples Zeichen 72/III (1972), Raumfinger 79/III (1979–83)
13. Kurt Tassotti: Tautropfen (o. J.)
14. Eva Zippel: Zähmung (1987)
15. Margit Lehmann-Asperg: Badenixen (2006)
16. Markus Wolf: Stauferstele (2011)[1]
17. Uli Gsell: Position (2003)
18. Margit Lehmann-Asperg: Mauerhocker (2003)
19. Margit Lehmann-Asperg: Buch-begehbar (2003)
20. Historisches Brückenteil

## Fotogalerie

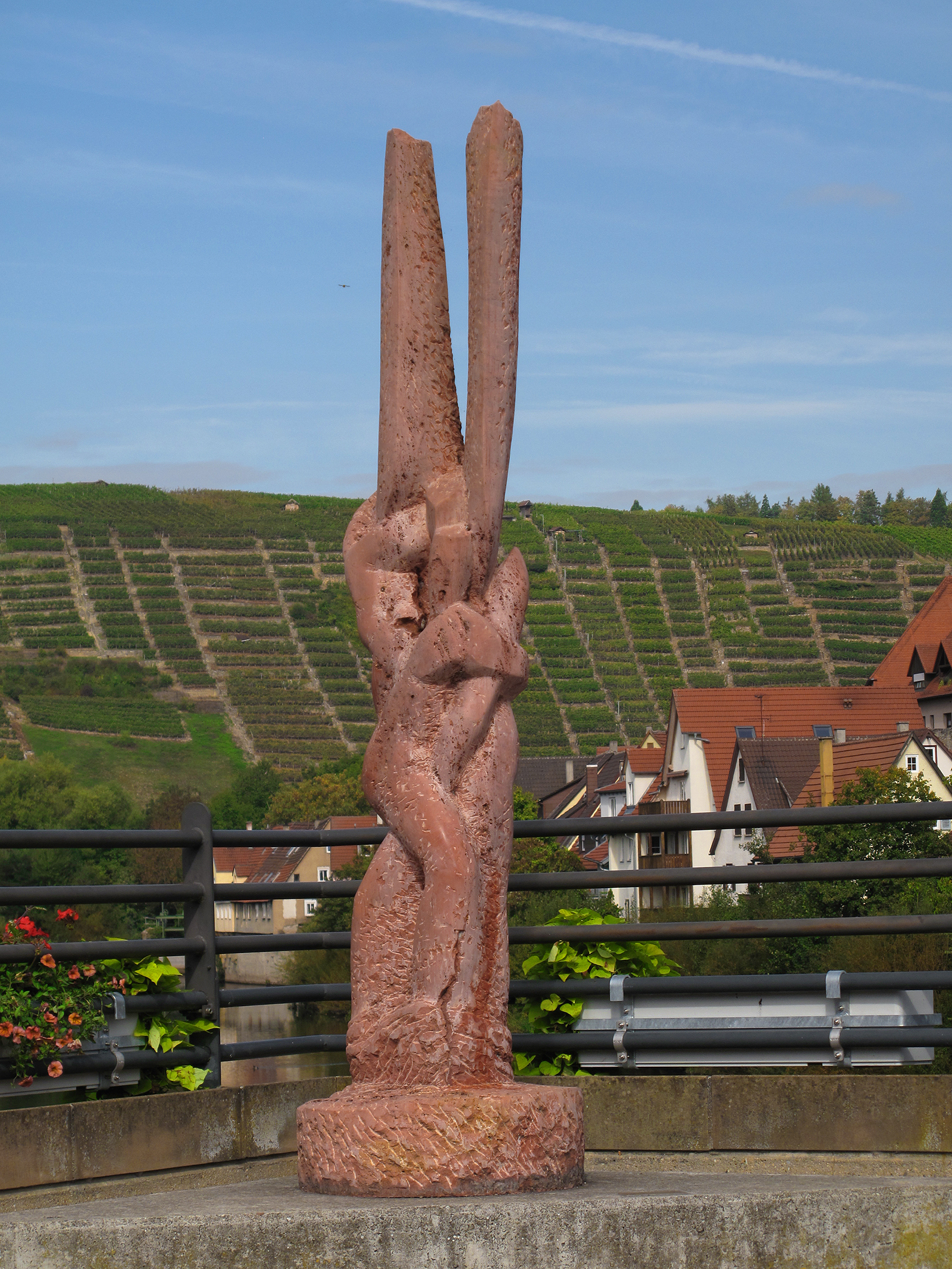
Jakobskampf, Jörg Failmezger
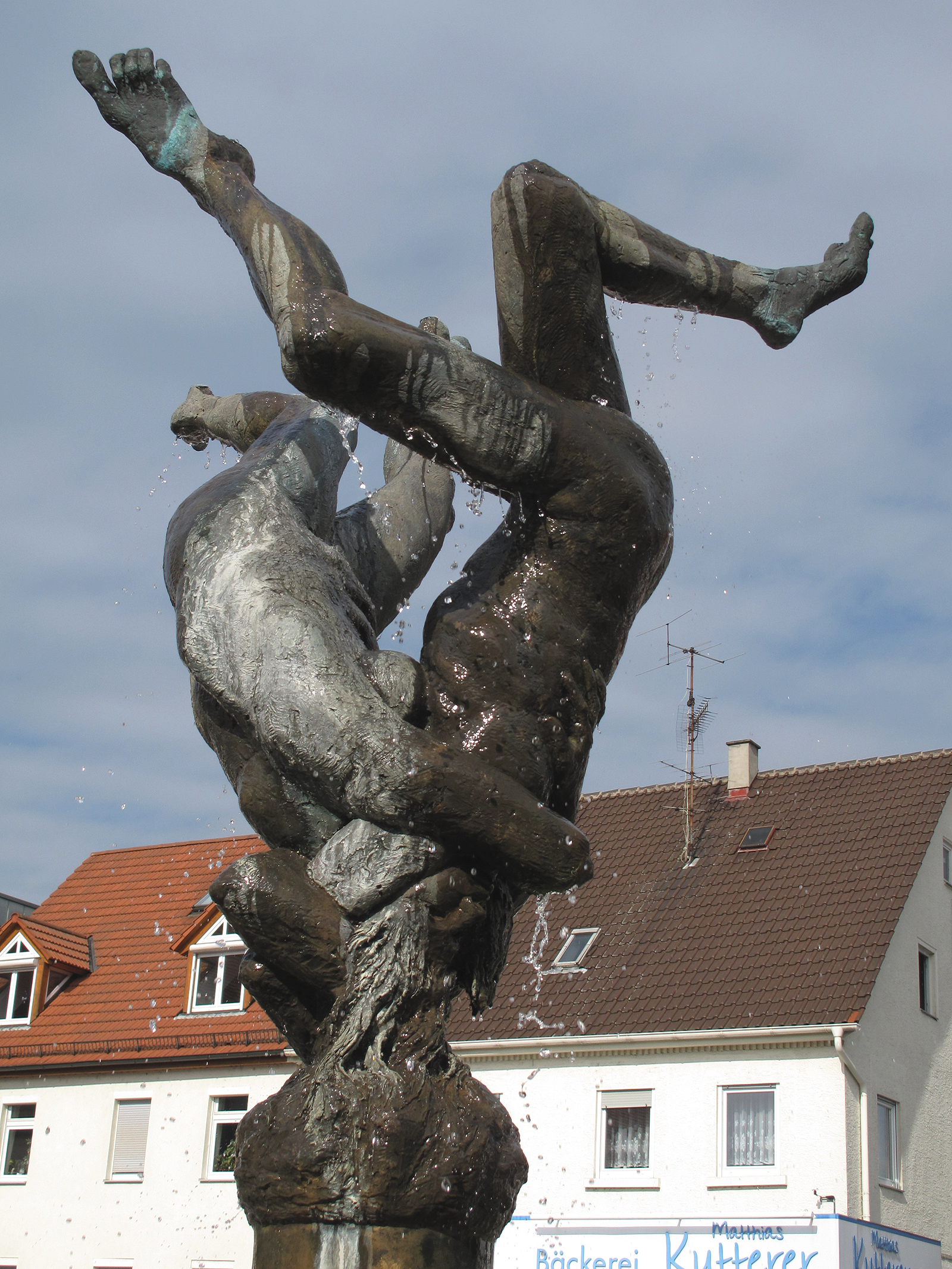
Zusammenfluss von Neckar und Enz, Karl-Henning Seemann
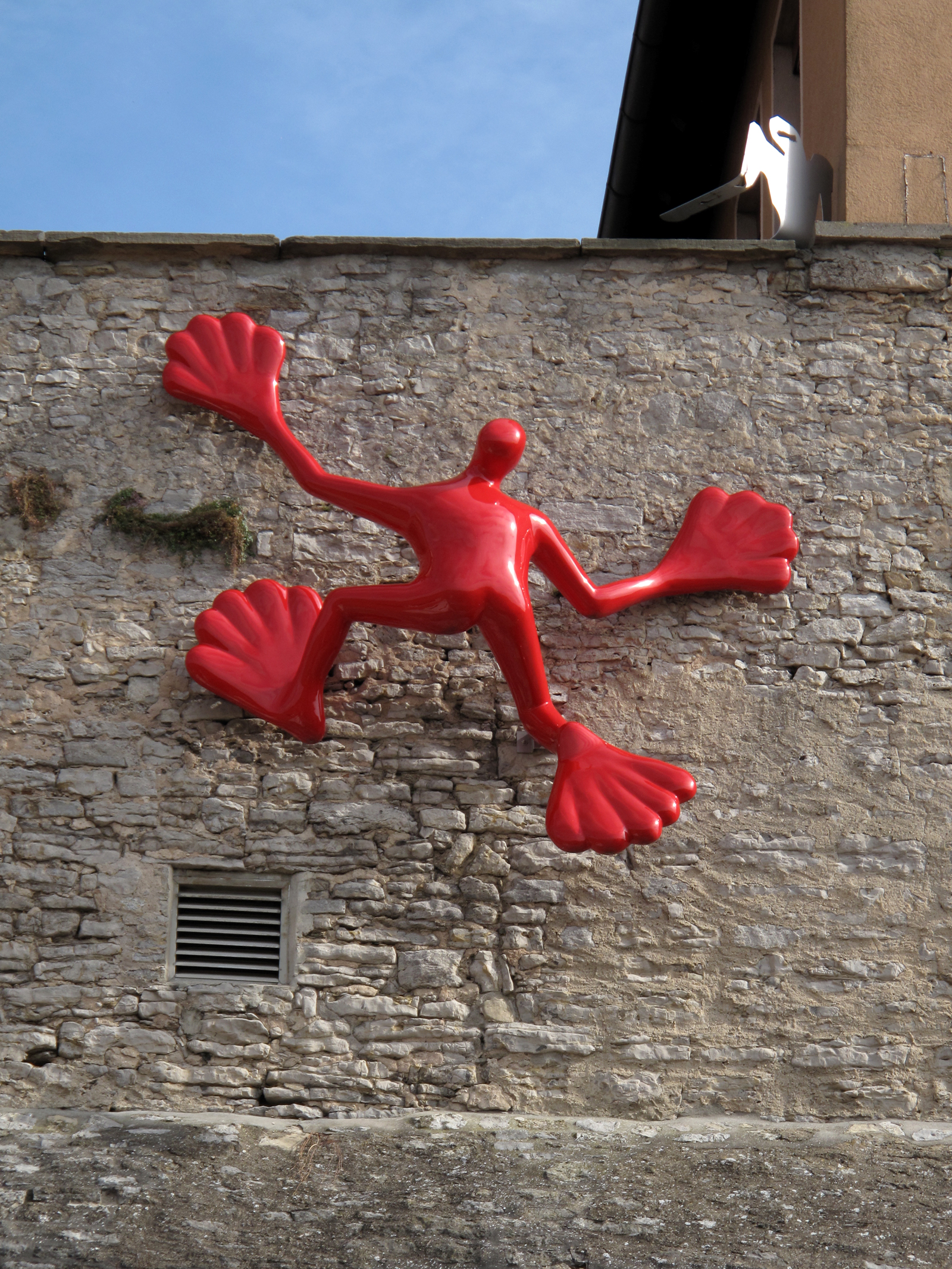
Flossi, rosalie
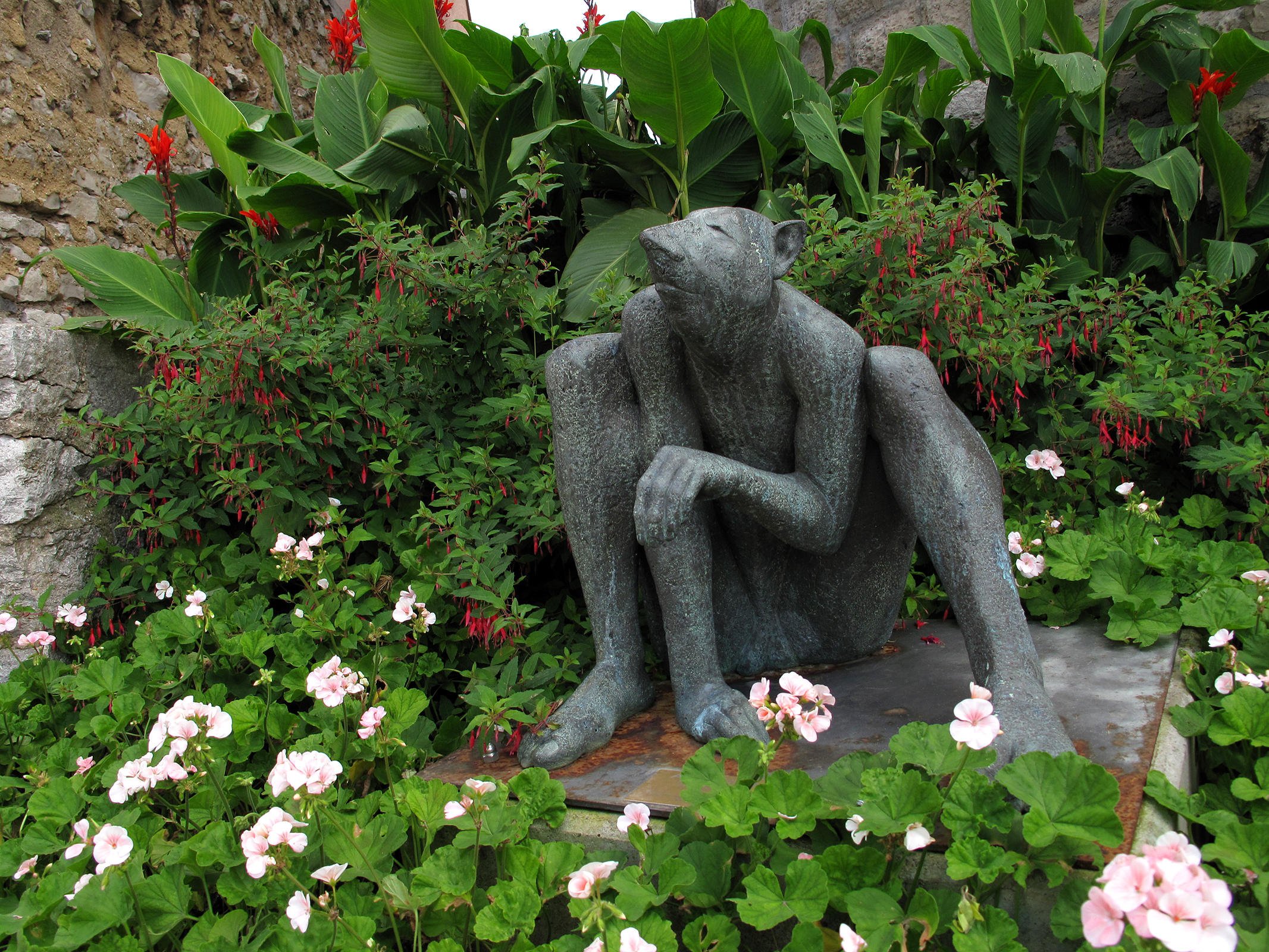
Kauernder, Anette Mürdter
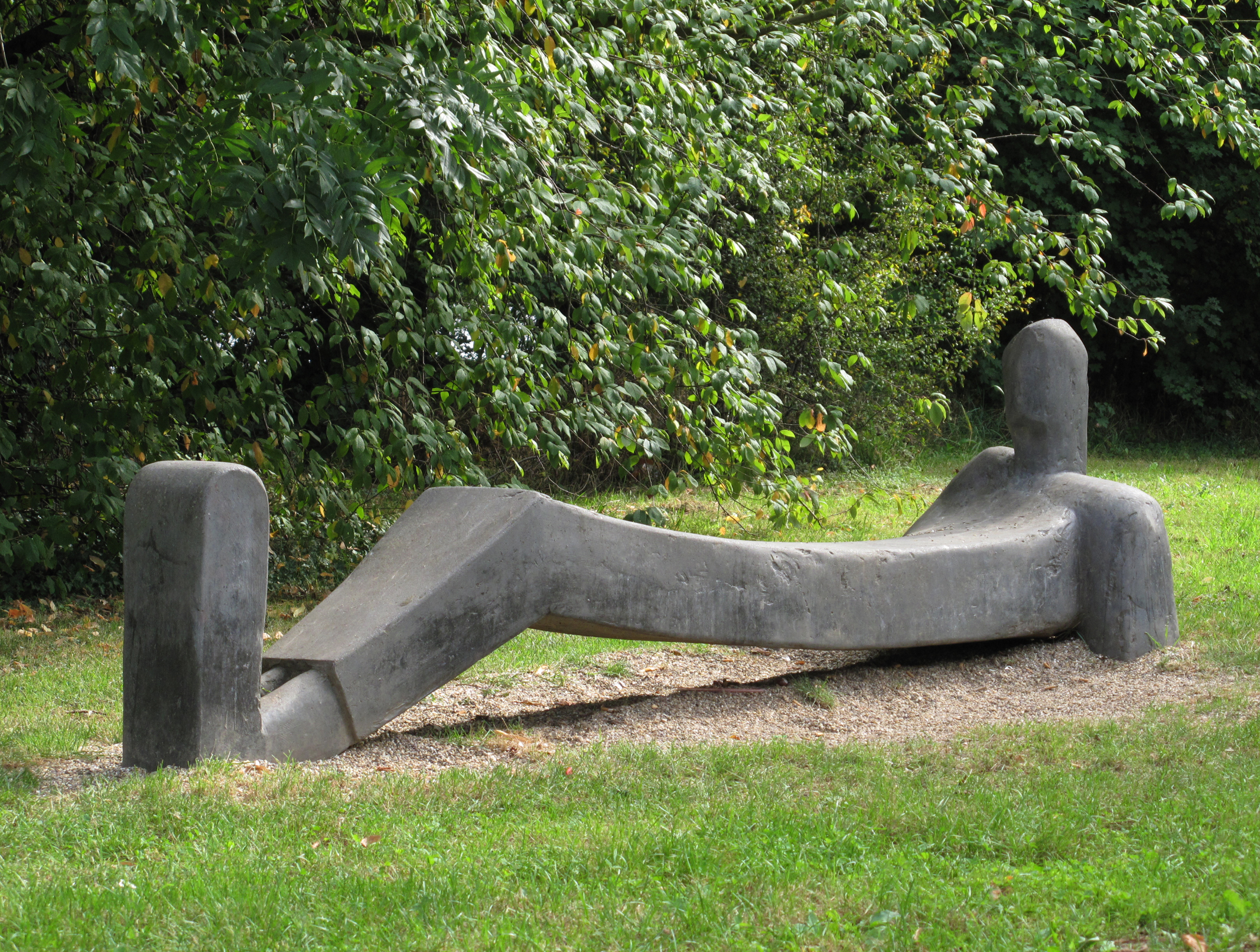
Vorsicht hier liegt einer, Ingrid W. Jäger
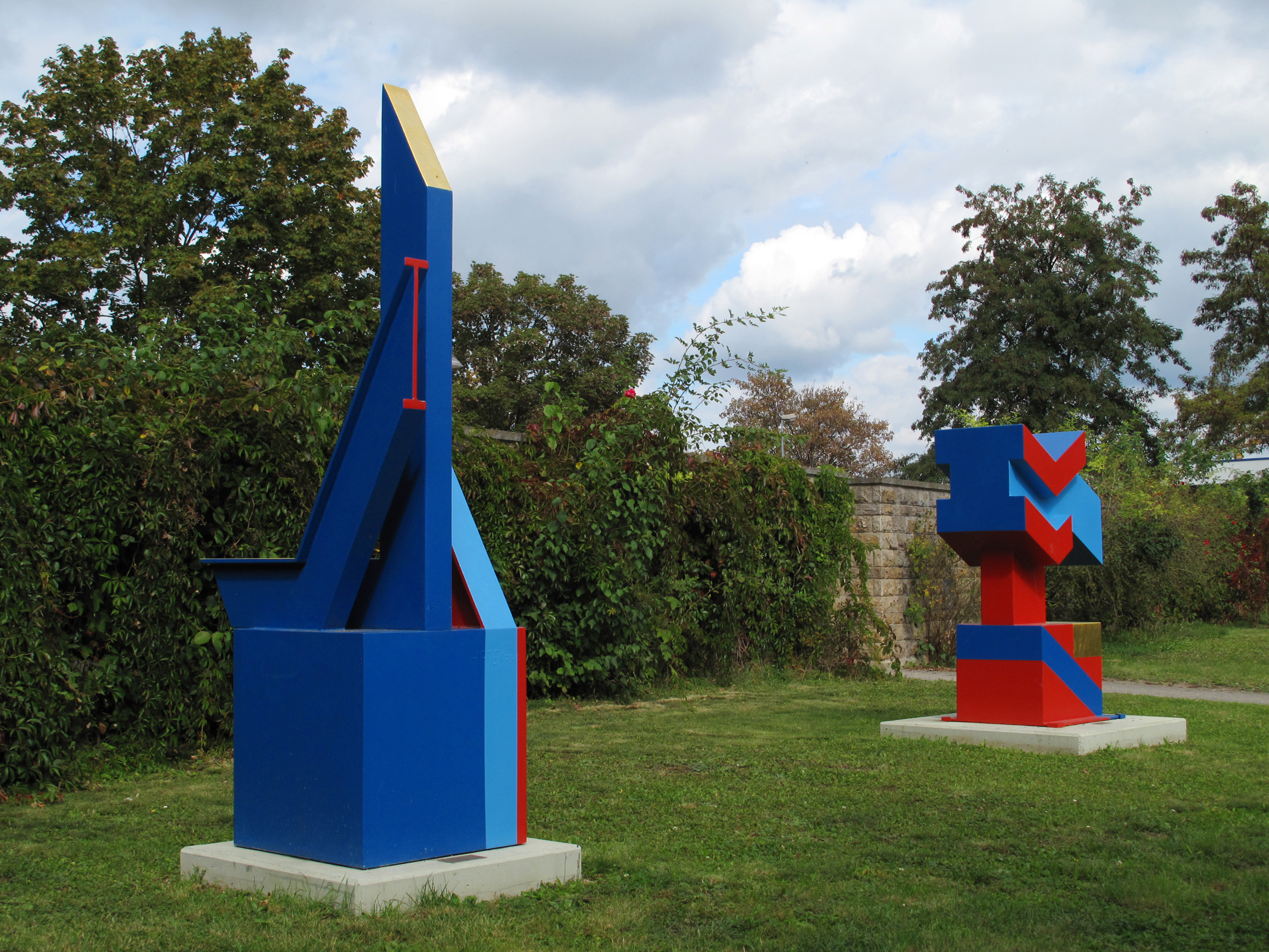
Multiples Zeichen 72/III und Raumfinger 79/III, Otto-Herbert Hajek
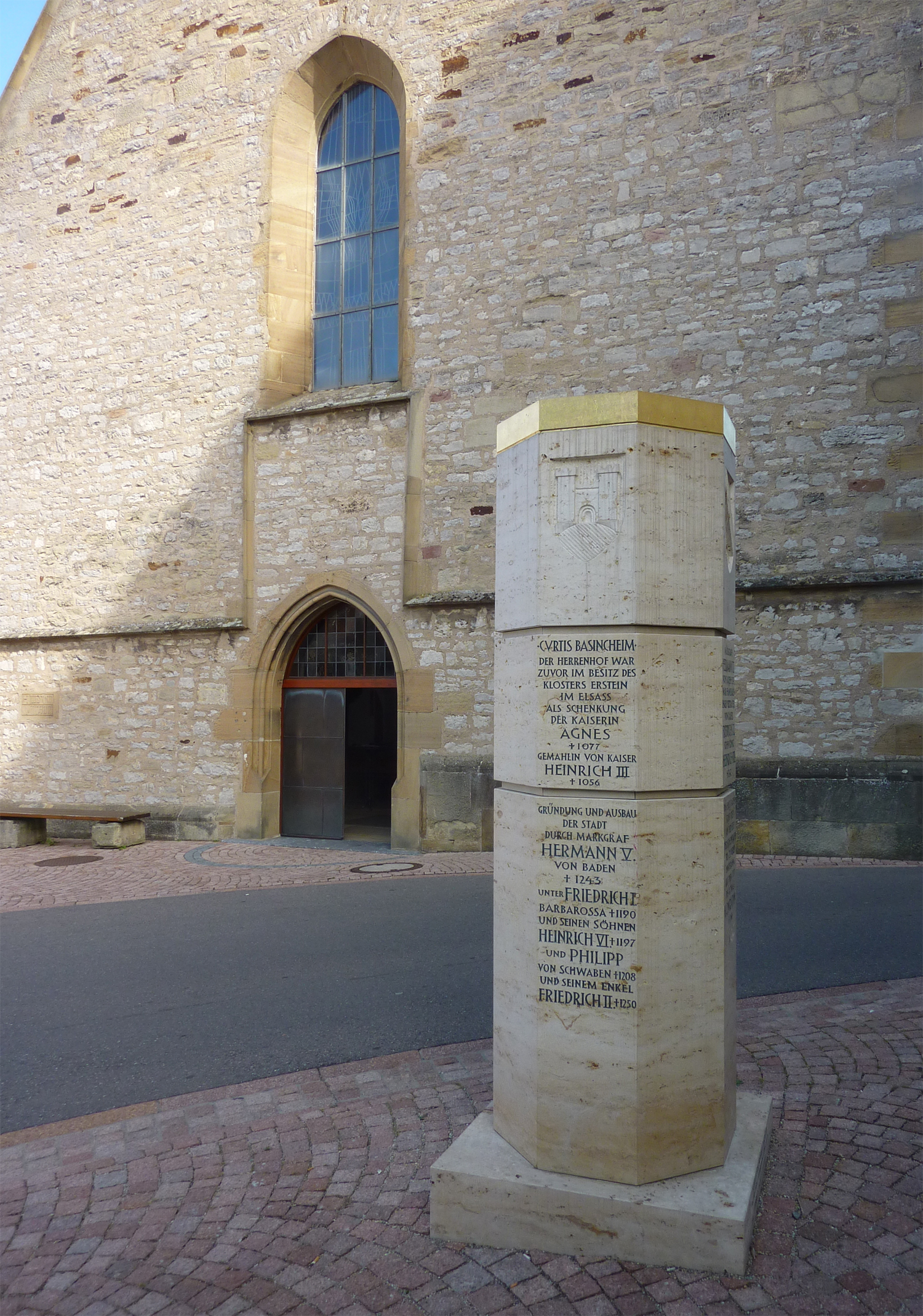
Stauferstele, Markus Wolf